# Gračac Slavetićki
Gračac Slavetićki is een plaats in de gemeente Jastrebarsko in de Kroatische provincie Zagreb. De plaats telt 12 inwoners (2001).